# Pericoptus studipus
Pericoptus studipus är en skalbaggsart som beskrevs av Sharp 1878. Pericoptus studipus ingår i släktet Pericoptus och familjen Dynastidae. Inga underarter finns listade i Catalogue of Life.